# Hope Valley, South Australia
Hope Valley är en ort i Australien. Den ligger i kommunen Tea Tree Gully och delstaten South Australia, omkring 14 kilometer nordost om delstatshuvudstaden Adelaide. Antalet invånare är 8 223.